# Friedrich Wurmböck
Friedrich "Fritz" Wurmböck (2 de agosto de 1903 - 26 de novembro de 1987) foi um handebolista de campo austríaco, medalhista olímpico.
Fez parte do elenco vice-campeão olímpico de handebol de campo nas Olimpíadas de Berlim de 1936, atuando em duas partidas.